# Cotheridge Court
Cotheridge Court es una casa señorial antigua catalogada como de Grado II*, situada en la parte suroeste de Cotheridge, en el condado de Worcestershire, Inglaterra, Reino Unido. Fue el lugar de nacimiento de Herbert Bowyer Berkeley. La casa, comprada en 1615 por William Berkeley, el hijo mayor de Rowland Berkeley (1548-1611) de Spetchley, fue propiedad y residencia de la familia Berkeley durante casi 350 años, aunque el señorío tiene más de mil años de antigüedad. Esta familia desciende de los Berkeley del Castillo de Berkeley en Gloucestershire, y de Eadnoth. Actualmente, Cotheridge Court es una residencia privada dividida en apartamentos.

## Historia

### Alta Edad Media
En el año 963, Oswaldo de Worcester, obispo de Worcester, otorgó unas tierras llamadas «Coddanhrycce» al thegn (thane) Ælfric por «tres vidas» (tres generaciones), designando Ælfric a su hijo Æthelsige como la «segunda vida» (primer heredero), y limitando el derecho de sucesión a los herederos varones.

### Libro Domesday

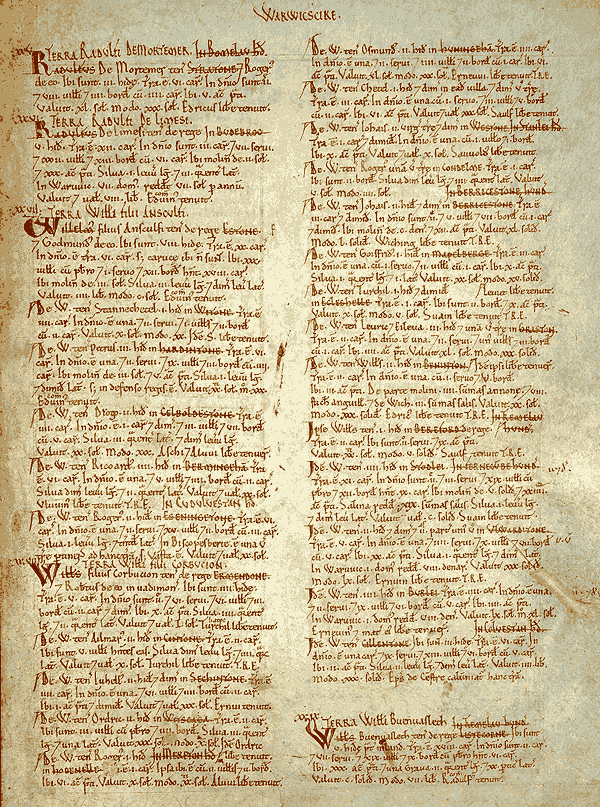
Libro Domesday.

En el Libro Domesday, se menciona un tribunal con estructura de madera. La casa actual data del siglo XVI, y posiblemente aún de antes. Está construida sobre el emplazamiento de la vivienda original mencionada en el Libro Domesday.

### SigloXVII
Antes de 1615, el señorío estuvo en manos de una sucesión de diversos propietarios. En 1615, fue vendido a William Berkeley (1582–1658) de Cowleigh, el hijo mayor de Rowland Berkeley (1548–1611) de Worcester y Spetchley, un acaudalado comerciante de tejidos de Worcester originario de Hereford. La casa entonces era una gran vivienda de dos pisos con estructura de madera, con un tercer piso compuesto por buhardillas a dos aguas que tenían aleros tallados. La casa contenía una pequeña habitación panelada conocida como el sots hole, donde se retenía a los borrachos para que durmieran hasta que se les pasara la embriaguez. Esta habitación probablemente data de antes del siglo XV, cuando la casa funcionaba como tribunal.
William, que fue Sheriff de Worcestershire en 1617, fue sucedido por su hijo, Sir Rowland Berkeley (1613–1696). El único hijo de Sir Rowland, Thomas, murió soltero el 25 de octubre de 1669 en Grecia. Estaba en una misión diplomática a Turquía, viajando con Su Excelencia Sir Daniel Harvey, enviado por el rey Carlos II al sultán Mahomethan, emperador de los turcos. Ambos viajaban desde Constantinopla hacia Tesalónica cuando Thomas cayó enfermo. Tenía 30 años y fue enterrado entre cristianos. Al no tener otros hijos, Cotheridge Court pasó a la hija mayor de Sir Rowland, Elizabeth. Ella se casó en 1681 con Henry Green, quien adoptó el apellido Berkeley. Su hijo mayor se convirtió en el siguiente Rowland Berkeley de Cotheridge, quien murió en 1731.

### SigloXVIII
En 1770, la fachada de entrada de la casa, así como el frente sur, fueron revestidos de ladrillo, y las antiguas ventanas se reemplazaron por grandes ventanas de guillotina. Las antiguas buhardillas a dos aguas quedaron ocultas tras un muro de ladrillo; además, se añadieron falsas ventanas acristaladas a la nueva fachada de ladrillo, dando la apariencia de un tercer piso sin buhardillas. El ala norte de la casa, así como parte de la parte trasera, no fueron modernizadas y se mantuvieron con su estructura original de madera y yeso.
En 1764, otro Rowland Berkeley (1732–1805) se convirtió en Sheriff de Worcestershire y, de mayo a septiembre de 1774, fue Miembro del Parlamento por Droitwich.

### Salto de lobo
A mediados o finales del siglo XVIII, se instaló un salto de lobo en el punto donde los jardines se encontraban con los pastizales. Este elemento se colocó para proporcionar a la casa una vista despejada del ganado que pastaba y de las Malvern Hills en la lejanía.

### SigloXIX
Rowland Berkeley (1732–1805) fue sucedido por su hermano, el Reverendo Henry Rowland Berkeley, D.C.L., miembro del New College de Oxford, quien también falleció sin descendencia en 1832. Finalmente, la propiedad pasó a William Berkeley Esquire, quien murió en 1869, y el señorío pasó a su hijo mayor, el Reverendo William Comyns Berkeley. Su hijo Rowland, hermano mayor de Herbert Bowyer Berkeley, heredó el señorío.
Hacia la mitad del siglo, se añadió una balaustrada de piedra en la parte superior del revestimiento de ladrillo, sobre las falsas ventanas acristaladas.

## Historia de John Noake
Se menciona en la Historia de Worcestershire de John Noake que, desde el camino a Bromyard, un paseo de baldosas de aproximadamente tres cuartos de milla de longitud, y en línea recta, se extiende desde el camino hasta Cotheridge Court.

## Lista de los Rowland Berkeley de Cotheridge
Distintas personas llevaron el nombre de Rowland Berkeley de Cotheridge de forma sucesiva, con algunas excepciones y ligeras variaciones:
- Rowland Berkeley (1548–1611) de Worcester y Spetchley compró tierras en Cotheridge.
- William Berkeley (1582–1658) compró el señorío de Cotheridge en 1615.
- Sir Rowland Berkeley (1613–1696).
- Rowland Berkeley (fallecido en 1731), nieto de Sir Rowland, hijo de Elizabeth Berkeley y Henry Greene.
- Rowland Berkeley (fallecido en 1759).
- Rowland Berkeley (1732–1805).
- Henry Rowland Berkeley (1740–1832).
- Richard Rowland Berkeley (fallecido en 1840), nacido como Tomkyns, sobrino de Henry Rowland Berkeley (1740–1832).
- John Rowland Berkeley (fallecido en 1850), sobrino de Rowland Berkeley (fallecido en 1759).
- William Berkeley (1784–1869), sobrino de Rowland Berkeley (fallecido en 1759).
- William Comyns Berkeley (1810–1885).
- Rowland Comyns Berkeley (1846–1925).